# Kawachi (provincia)

Mappa delle province giapponesi con la provincia di Kawachi evidenziata.

Kawachi (河内国?, Kawachi no kuni) fu una provincia del Giappone, che corrisponde alla parte sud-orientale della prefettura di Osaka.
Si pensa che la vecchia capitale di Kawachi fosse Fujiidera.
Kawachi era una provincia relativamente piccola ed era governata dal proprietario del castello di Osaka, già governatore della provincia di Settsu.